# چاهک (دلگان)
چاهک روستایی در دهستان هودیان بخش مرکزی شهرستان دلگان استان سیستان و بلوچستان ایران است.

## جمعیت
بر پایه سرشماری عمومی نفوس و مسکن در سال ۱۳۹۵ جمعیت این روستا ۴۸ نفر (۱۰خانوار) بوده‌است.